# Muntiacus putaoensis
O muntíaco-folha (Muntiacus putaoensis) ou cervo-folha é um pequeno cervídeo descoberto por Alan Rabinowitz, em 1997, durante um estudo de campo em Myanmar. Ao analisar carcaça de um espécime, julgava ser um veado de alguma espécie já descoberta do gênero Muntiacus. No entanto, foi provado, posteriormente, que tratava-se de uma fêmea de uma nova espécie, o muntíaco-folha.

## Origem do nome
Os caçadores locais lhe chamam de cervo-folha devido ao fato de que é possível embrulhar todo o seu corpo com, apenas, uma única folha larga.

## Distribuição
O muntíaco-folha é endêmico das florestas densas de Myanmar, na transição entre os climas temperado e topical.

## Descrição
Os cervos-folha possuem, em média, apenas 50 cm de altura, até os ombos, e sua massa é inferior a 11 kg. Suas pelagem são castanho-claras. Os machos têm chifres não-ramificados de, aproximadamente, 2,5 cm. Desconsiderando isso, machos e fêmeas são idênticos.
Diferenciam-se dos demais muntíacos pela presença de "presas" em ambos os gêneros.
Distinguem-se dos outros veados pela ausência de pintas nos filhotes.